# Josep Alsina i Bofill
Josep Alsina i Bofill (Palafrugell, Baix Empordà, 1904 – Calella de Palafrugell, Baix Empordà, 1993) fou un metge català. La seva família estava molt relacionada amb la indústria surera palafrugellenca.

## Biografia
De petit es va traslladar amb la seva família a Barcelona, on va fer els estudis. Es llicencià en medicina a la Universitat de Barcelona el 1927, on fou deixeble de Santiago Pi i Sunyer, Francesc Ferrer i Solervicens i Joaquim Trias i Pujol, i s'especialitzà en medicina interna i nefrologia. El 1934-1939 fou professor de patologia mèdica a la Universitat Autònoma de Barcelona. Col·laborà al Diccionari de Medicina elaborat el 1936 per Manuel Corachan i Garcia. Durant la guerra civil espanyola fou mobilitzat com a tinent metge provisional a la Clínica Militar de Manresa. En acabar la guerra fou depurat per les autoritats franquistes, i se li va impedir, juntament amb altres metges, l'accés a la docència, fins i tot l'entrada a l'Hospital Clínic. Va exercir durant molts anys la medicina privada a la Clínica Plató.
Es va casar amb Montserrat Dachs el 1930 i tingueren sis fills.
Ajudà a la reconstitució en la clandestinitat de la Societat Catalana de Biologia, de la que en fou president el 1963-1967. També ha estat membre de la Reial Acadèmia de Medicina de Barcelona (1965) i president de l'Institut d'Estudis Catalans (1974-1978) i de l'Acadèmia de Ciències Mèdiques de Catalunya i Balears. El 1976 presidí el X Congrés de Metges i Biòlegs de Llengua Catalana a Perpinyà. Publicà nombrosos treballs sobre la prevenció de malalties dels ronyons i de l'aparell circulatori, d'entre els quals destaquen Albuminúria, la seva valoració pràctica (1935) i El metge davant l'hipertens (1969) de la col·lecció Monografies Mèdiques. També ha col·laborat en el Vocabulari Mèdic (1979). El 1982 va rebre la Creu de Sant Jordi. També formà part de la Fundació Josep Pla.
El seu fons documental es conserva i es pot consultar a l'Arxiu Municipal de Palafrugell (AMP).

## Obres
- Albuminúria, la seva valoració pràctica (1935)
- El metge davant l'hipertens (1969)